# ستيفان تيموشينكو
ستيفان بّروكوفييفيتش تيموشينكو (بالإنجليزية: Stephen Timoshenko)‏ (22 ديسمبر 1878 – 29 مايو 1972)، هو مواطن أوكراني المولد روسي، ثم مهندس وأكاديمي أمريكي في وقت لاحق. يُعد أب ميكانيكا الهندسة الحديثة. هو مخترع وأحد المهندسين الميكانيكيين البارزين في جامعة سانت بطرسبرغ متعددة التقنيات. وعضو مؤسس في الأكاديمية الوطنية للعلوم في أوكرانيا، ألّف أعمالًا رائدة في مجالات الميكانيكا الهندسية والمرونة وميكانيكا المواد، والتي ما زال الكثير منها يُستخدم بصورة واسعة في يومنا هذا. بعد أن بدأ مسيرته العلمية في الإمبراطورية الروسية، هاجر تيموشينكو إلى مملكة صربيا وكرواتيا وسلوفينيا (مملكة يوغوسلافيا حاليًا) أثناء الحرب الأهلية الروسية ثم إلى الولايات المتحدة.

## سيرة حياته
وُلد تيموشينكو في قرية شبوتوفكا بحكومة شيرنكوف التي كانت آنذاك إقليمًا تابعًا للإمبراطورية الروسية (كونوتوب رايون، أوكرانيا في وقتنا هذا). درس في إحدى مدارس رومني الثانوية، في حكومة بّولتافا (حاليًا في سومي أوبلاست) من 1889 إلى 1896. في رومني، كان أبرام يوفي زميله وصديقه في المدرسة، وهو عالم فيزياء أشباه الموصلات الذي اشتهر لاحقًا. واصل تيموشينكو تعليمه نحو الحصول على درجة جامعية في معهد سانت بطرسبرغ لوسائل المهندسين في الاتصال. بعد تخرجه في عام 1901، استمر في التدريس في نفس المؤسسة من 1901 إلى 1903 ثم عمل في معهد سانت بطرسبرغ متعدد التقنيات في عهد فيكتور كيربيتشوف 1903- 1906. في عام 1905، أُرسل لمدة عام إلى جامعة غوتينغن حيث عمل تحت إدارة لودويغ براندتل.
في خريف عام 1906، عُين رئيسًا لقسم ميكانيكا المواد في معهد كييف متعدد التقنيات. اتضح أن العودة إلى مسقط رأسه في أوكرانيا شكلت جزءًا مهمًا من حياته المهنية وأثرت أيضًا على حياته الشخصية في المستقبل. عمل أستاذًا في المعهد متعدد التقنيات في الفترة الممتدة بين عامي1907 و1911، وقام ببحوث حول طريقة العناصر المنتهية لحسابات المرونة، والتي تُدعى طريقة ريليه. خلال تلك الأعوام كان أيضًا رائدًا في العمل على موضوع الانبعاج، ونشر الإصدار الأول من كتاب مقاومة المواد الشهير. انتُخب عميدًا لقسم الهندسة الإنشائية في عام 1909.
في عام، 1911 وقع على احتجاج ضد وزير التعليم كاسو وفُصل من معهد كييف متعدد التقنيات. في عام 1911، حصل على جائزة ديميتري إيفانوفيتش زورافسكي لمعهد سانت بطرسبرغ لوسائل المهندسين في الاتصال والتي ساعدته على الصمود بعد خسارة وظيفته. ذهب إلى سانت بطرسبرغ حيث عمل محاضرًا ثم أستاذًا في معهد الكهروتقنية ومعهد سانت بطرسبرغ للسكك الحديدية (1911-1917). وخلال ذلك الوقت، طور نظرية المرونة ونظرية انحراف الجائز، وواصل دراسة الانبعاج. في عام 1918، عاد إلى كييف وساعد فلاديمير فرنادسكي في إنشاء الأكاديمية الوطنية للعلوم في أوكرانيا، وهي أقدم أكاديمية في الجمهوريات السوفييتية عدا روسيا. في الفترة الممتدة بين عامي 1918 و1920، ترأس تيموشينكو المعهد المؤسس حديثًا للميكانيكا في الأكاديمية الوطنية للعلوم في أوكرانيا، والذي يحمل اسمه في يومنا هذا. كان أخ تيموشينكو الأصغر، سيرهي تيموشينكو، وزيرًا للاتصالات في أوكرانيا وشارك في الحملة الشتائية الثانية ضد النظام السوفييتي.
بعد استيلاء القوات المسلحة في جنوب روسيا على كييف في عام 1919 بقيادة أنطون دينيكين، انتقل تيموشينكو من كييف إلى روستوف على نهر الدون. وبعد سفره عبر نوفوروسيسيك، وشبه جزيرة القرم والقسطنطينية إلى مملكة صربيا وكرواتيا وسلوفينيا (مملكة يوغوسلافيا حاليًا)، وصل إلى زغرب، حيث حصل على الأستاذية في معهد زغرب متعدد التقنيات. في عام 1920، وخلال التحرير المؤقت لكييف من البلشفية، سافر تيموشينكو إلى المدينة، ولمّ شمل عائلته وعاد معها إلى زغرب.
يُذكر إلقاءه محاضرات باللغة الروسية بينما كان يستخدم أكبر عدد ممكن من الكلمات بالكرواتية، وتمكن الطلاب من فهمه جيدًا.

## روابط خارجية
- ستيفان تيموشينكو على موقع إن إن دي بي (الإنجليزية)